# Jean Cailluyer
Jean Cailluyer, né le 10 juillet 1914 à Valenciennes et mort le 27 janvier 1986 à Lucbardez-et-Bargues, est un professeur d'histoire et syndicaliste français. Il est notamment l'auteur de Regards sur l'histoire sociale des Landes (1983). 

## Biographie
Jean Cailluyer naît 10 juillet 1914 à Valenciennes. Il est le fils d'un cheminot et d'une militante communiste. Il adhère au parti communiste français et aux jeunesses communistes en 1934 à Lille. Maître d'internat au lycée de Valenciennes, il s'inscrit à la faculté de lettres de l'université de Lille, où il obtient une licence ès lettres en 1939. Il est professeur adjoint au lycée de Béthune à partir de l'année suivante, puis au lycée de Saint-Quentin de 1942 à 1950. Il effectue son service militaire de septembre 1938 au 4 août 1940. Au début de l'occupation, il vit dans les Landes avec ses parents et participe à la résistance. Dès sa création en 1941, il intègre le Front national de résistance, puis devient membre, en 1944, du comité d'épuration de Saint-Quentin. Le 3 mars 1943, il y épouse Paule Vaillant (d), elle aussi enseignante communiste. Il est membre du comité de la fédération communiste de l'Aisne de 1944 à 1949, au poste de responsable à l’éducation de 1948 à 1949. 
Il quitte les Hauts-de-France pour l'île-de-France, où il devient professeur d'histoire-géographie : au lycée Chaptal (1950-1958) et au lycée de Sézanne (1958-1963). En parallèle, il étudie à l'université Panthéon-Sorbonne. Il obtient un diplôme d'études supérieures de géographie et le certificat d'aptitude au professorat de l'enseignement du second degré en 1958. Syndiqué depuis 1937, il est membre de la commission administrative du bureau parisien du syndicat national des enseignements de second degré de 1950 à 1960. 
En 1963, il s'installe dans les Landes, d'où il est originaire et où sa mère s'est retirée. Il est nommé au lycée Charles-Despiau de Mont-de-Marsan, où il enseigne jusqu'en 1972, année de sa retraite. Il est trésorier du SNES à Mont-de-Marsan, puis secrétaire de la section départementale jusqu'en 1971. Il se dédie alors à l'étude de la géographie et à l'histoire des Landes. Il fait des recherches sur le terrain ou dans les archives, ce qui lui permet de rassembler une importante documentation. Spécialisé en histoire sociale, est l'auteur de nombreux articles dans le bulletin de la Société de Borda et de Regards sur l'histoire sociale des Landes.   
Membre de la cellule communiste de Roquefort, il est membre du comité de la fédération communiste des Landes de 1964 à 1977, année où il demande à ne pas être réélu à cause de son âge. Il est notamment responsable fédéral à l'éducation. Il est candidat aux élections cantonales de 1976 dans le canton de Roquefort. Le conseiller général sortant, socialiste est réélu dès le premier tour. En 1983, il est élu conseiller municipal de Roquefort, où il est adjoint au maire. Il meurt le 27 janvier 1986 dans un accident de voiture à Lucbardez-et-Bargues à 71 ans.

## Publications

### Ouvrages
- Postfaces Les Landes sous la Révolution, vol. I à IV, Mont-de-Marsan, Archives départementales des Landes, 1973-1974 (BNF 34332305) ;

- Regards sur l'histoire sociale des Landes  (préf. Louis Papy), Toulouse, Eché, 1983, 384 p. (BNF 36604226, lire en ligne).

### Articles
- « Le dépeuplement de la partie forestière du département des Landes », Sud-Ouest européen, vol. 44,‎ 1973, p. 151-168 (lire en ligne) ;
- Plusieurs articles dans le bulletin de la Société de Borda.

## Hommages
Jean Cailluyer a donné son nom à deux rues :
- L'impasse Jean-Cailluyer, à Saint-Pierre-du-Mont[4];
- L'avenue Jean-Cailluyer, à Mont-de-Marsan[5].